# Santi patroni cattolici per nome
Lista di santi patroni cattolici, ordinati per nome:

## A
- sant'Agata, patrona di San Marino, Catania, Besenello, Gallipoli, Marcignago, Prossedi, Sant'Agata di Militello, Sant'Agata di Puglia, Sant'Agata sul Santerno, Santhià, dei vigili del fuoco (assieme a santa Barbara e san Floriano).
- sant'Agnese, patrona di vergini, giardinieri, ortolani, dei comuni di Castel Guelfo di Bologna (BO), Corropoli (TE), Olginate (LC), Pineto (TE), Treppo Carnico (UD), della frazione di Sava (Baronissi).
- Sant'Agostino, patrono secondario della Sardegna.
- sant'Agrippina, patrona di Mineo.
- santi Aimo e Vermondo, patroni di Meda.
- sant'Alessandro, patrono di Bergamo e di Mozzate.
- santi Alfio, Filadelfo e Cirino martiri, patroni di San Fratello, Lentini, Vaste, Trecastagni, Sant'Alfio e compatroni di Catania.
- sant'Ambrogio, patrono di Milano.
- sant'Anastasia, patrona di Tissi, Villasanta e Motta Sant'Anastasia
- sant'Andrea Apostolo, patrono di Amalfi, della Scozia e della Russia.
- sant'Angelo, patrono di Licata e Sant'Angelo Muxaro.
- Sant'Angelo Martire, compatrono di Latera.
- sant'Anselmo da Baggio, patrono di Mantova.
- sant'Antimo, patrono di Sant'Antimo (NA).
- Sant'Antioco, patrono di Sant'Antioco.
- sant'Antonio abate, patrono di Cicogni, Decimomannu, Fara Filiorum Petri, Misterbianco, Castelsardo, Recoaro Terme.
- sant'Antonio di Padova, patrono di Lisbona.
- Sant' Arnolfo di Soissons produttori e venditori di birra.

## B
- santa Barbara, patrona di Rieti, Francavilla di Sicilia, Montecatini Terme, Sommatino, Davoli, Paternò, Colleferro. Inoltre della Marina Militare, dell'Arma di artiglieria, del Corpo nazionale dei vigili del fuoco (insieme a san Floriano e a sant'Agata), degli addetti agli esplosivi, di chi è in pericolo di morte violenta.
- san Bartolomeo apostolo, patrono di Macellai, Cuoiai, Calzolai, Fabbricanti di guanti, Legatori di libri, Pellicciai, Sarti, Conciatori; dell'Arcidiocesi di Benevento, dell'Arcidiocesi di Campobasso-Boiano, della Diocesi di Patti e di diverse località tra le quali Francoforte sul Meno, Maastricht, e i seguenti comuni italiani: Anghiari, Airasca, Andrate, Avezzano, Barzago, Benevento, Bojano, Borghetto Lodigiano, Borgo Tossignano, Borgomanero, Borzonasca, Boves, Branzi, Brugherio, Busseto, Campofilone, Canal San Bovo, Capannoli, Carpenedolo, Carugo, Casalpusterlengo, Casina, Cassano Irpino, Castenedolo, Cavacurta, Chiarano, Corbara, Cunico, Cutigliano, Erto e Casso, Fara Vicentino, Fiumalbo, Formigine, Gambatesa, Geraci Siculo, Giarratana, Giffone, Lipari, Lorenzana, Meana Sardo, Melazzo, Merlengo, Morrovalle, Orzinuovi, Ossi, Portacomaro, Resana, Ronciglione, Roveredo in Piano, Salzano, San Bartolomeo in Galdo, San Giuliano Terme, Sant'Eufemia a Maiella, Sillano, Torgiano, Ustica, Vairano Patenora, Vallata, Villa Bartolomea, Villadossola, Vinovo.
- san Benedetto da Norcia, patrono d'Europa (insieme a santa Brigida di Svezia, santa Caterina da Siena, san Cirillo, san Metodio e santa Teresa Benedetta della Croce), degli agricoltori, degli architetti e dei contadini.
- san Bernardino da Siena, patrono di Altavilla Irpina (AV), Bernalda (MT), Capalbio (GR), Carinola (CE), Carpi (MO), Cartoceto (PU), Castelspina (AL), Civitanova del Sannio (IS), Filettino (FR), Gissi (CH), L'Aquila (compatrono), Luzzana (BG), Marsicovetere (PZ), Mogoro (OR), Moncucco Torinese (TO), Montecchio (TR), Montegallo (AP), Morano Calabro (CS), Morcone (BN), Offagna (AN), Piansano (VT), Ramazzano (PG) (compatrono), Rodigo (MN), Roncadelle (BS), Sesto Calende (VA), Trevignano Romano (RM), Compatrono secondario di Venezia, Vinchiaturo (CH), Vicalvi (FR).
- san Biagio di Sebaste patrono di Cento e di Vignanello (insieme a santa Giacinta Marescotti).
- santa Brigida di Svezia, patrona d'Europa (insieme a san Benedetto da Norcia, santa Caterina da Siena, san Cirillo, san Metodio e santa Teresa Benedetta della Croce).

## C
- san Camillo de Lellis, patrono universale dei malati, degli ospedali e del personale ospedaliero (insieme a san Giovanni di Dio, santa Caterina da Siena, santa Caterina da Genova).
- san Canuto IV Re, patrono della Danimarca.
- san Casimiro, patrono della Polonia e della Lituania.
- san Cataldo vescovo, patrono di Taranto e della sua arcidiocesi, di Brienza, Cariati, Cagnano Varano, Corato, San Cataldo, Supino, Massa Lubrense, Acquaviva delle Fonti, Cirò Marina, Gangi, Roccaromana, San Cataldo di Borgo Virgilio.
- santa Caterina da Siena, patrona d'Italia (insieme a san Francesco d'Assisi) e d'Europa (insieme a san Benedetto da Norcia, santa Brigida di Svezia, san Cirillo, san Metodio e santa Teresa Benedetta della Croce), patrona dei malati, degli ospedali e del personale ospedaliero (insieme a san Camillo de Lellis, san Giovanni di Dio, santa Caterina da Genova), patrona di Varazze.
- santa Caterina da Genova, patrona universale dei malati, degli ospedali e del personale ospedaliero (insieme a san Giovanni di Dio, santa Caterina da Siena, san Camillo de Lellis).
- santa Cecilia, patrona della musica.
- san Cetteo, patrono di Pescara.
- san Cirillo, patrono d'Europa (insieme a san Benedetto da Norcia, santa Brigida di Svezia, santa Caterina da Siena, san Metodio e santa Teresa Benedetta della Croce).
- San Clemente, patrono di Latera.
- san Colombano, patrono dei motociclisti e protettore dell'unità d'Europa.
- santa Comasia, patrona di Martina Franca.
- san Cono da Teggiano, patrono di Teggiano.
- san Corrado Confalonieri da Piacenza, patrono di Calendasco e di Noto.
- san Costanzo, patrono di Capri.
- san Cristoforo, patrono dei viaggiatori e degli automobilisti.

## D
- san Daniele, patrono dei minatori
- san Daniele, patrono di Padova
- san David, patrono del Galles.
- san Domenico di Guzman, patrono di Sturno.
- san Donato di Arezzo, patrono di Osio Sotto.
- santa Dorotea vergine e martire, compatrona di Castro (LE).
- san Dunstano di Canterbury, patrono dei gioiellieri, dei fabbri, dei ciechi.

## E
- sant'Edoardo il Confessore, patrono dei reali.
- sant'Efisio, patrono di Cagliari.
- sant'Egidio Abate, patrono di Tolfa, Cellere, Linguaglossa, Sant'Egidio del Monte Albino, Sant'Egidio alla Vibrata, Latronico, Sommati, Orte, Vaiano, Staffolo, Caprarola e Rocca di Cave.
- sant'Elia di Enna, compatrono di Enna.
- sant'Eleuterio, vescovo, patrono di Troia (FG).
- sant'Eleuterio di Arce, patrono di Arce (FR) e Maenza (LT).
- sant'Elpidio vescovo, patrono di Casapulla (CE) e Sant'Arpino.
- sant'Elpidio abate, patrono di Sant'Elpidio a Mare (FM).
- sant'Elzeario de Sabran, compatrono di Ariano Irpino (AV).
- sant'Erasmo V.M., patrono di Formia (LT) (insieme a San Giovanni Battista), patrono di Gaeta e dell'Arcidiocesi di Gaeta, (LT) (insieme a San Marciano V.M.).
- sant'Erik IX Re, patrono della Svezia.
- sant'Euplio, compatrono e protettore di Francavilla di Sicilia, compatrono di Catania, compatrono dell'Arcidiocesi di Catania, patrono di Trevico.
- sant'Eurosia di Jaca contro le tempeste, i fulmini, le grandinate e anche per i frutti della terra. Venerata a Lariano, ed è la santa patrona anche del comune di Borgo Pace, Jaca e di Rosciano.
- sant'Eusebio di Vercelli, patrono di Vercelli, Agra (Varese), Agrate Brianza, Arconate, Berzo Demo, Bianzè, Bollengo, Grosotto, Montalto Dora, Quart (Aosta) e Pollone.
- sant'Eustachio, patrono di Matera (insieme a Madonna della Bruna), di Acquaviva delle fonti e di Tocco da Casauria.

## F
- san Faustino, compatrono di Brescia insieme a San Giovita.
- san Fedele da Sigmaringen, patrono di Montenerodomo.
- san Felice, patrono di Griante insieme a san Nabore.
- san Felice, patrono di Nola.
- san Ferdinando d'Aragona, patrono di Alvignano e Dragoni e compatrono della Diocesi di Alife-Caiazzo
- san Filippo Neri, patrono di Ciliverghe, Domicella, Tursi, Gioia del Colle, Guardia Sanframondi, Roma (insieme a san Pietro e san Paolo) e Manfredonia (insieme alla Madonna di Siponto e a san Lorenzo Maiorano).
- san Floriano, patrono del Corpo nazionale dei vigili del fuoco (insieme a santa Barbara).
- santa Francesca Saverio Cabrini, patrona degli emigranti
- San Francesco Caracciolo Regno delle Due Sicilie, Cuochi italiani, congressi eucaristici abruzzesi.
- san Francesco Antonio Fasani, compatrono di Lucera insieme a Santa Maria Assunta e San Rocco.
- san Francesco di Paola, patrono della Calabria, vicepatrono in perpetuo della Sicilia (assieme alla patrona principale Madonna Odigitria), patrono del porto di Marsala e copatrono della città di Marsala (assieme alla Madonna della Cava - di Marsala patrona principale e speciale protettrice della città ed San Giovanni Battista vicepatrono e coprotettore della città), patrono della Città di Paola, di Corigliano Calabro (CS), della città di Cosenza, e molte altre città calabresi, della gente di mare e dei naviganti; è invocato contro gli incendi, la sterilità e le epidemie
- san Francesco d'Assisi, patrono d'Italia (insieme a santa Caterina da Siena), della regione Umbria, animali, poeti, commercianti, lupi, api e coccinelle, ecologisti.
- san Francesco di Sales, patrono dei giornalisti e patrono del Piemonte.
- San Frediano di Lucca patrono dell'Arcidiocesi di Lucca insieme a San Paolino di Lucca.

## G
- san Gaudenzio, patrono di Novara.
- san Gabriele dell'Addolorata, patrono dell'Abruzzo dell'Azione Cattolica e della Citta' di Civitanova Marche
- San Gavino, patrono di Porto Torres, dell'Arcidiocesi di Sassari, di Sassari e Camposano.
- san Geminiano, patrono di Modena.
- santa Gennara, patrona di Mercatale in Val di Pesa (FI).
- san Gennaro, patrono di Napoli (insieme a santa Patrizia e san Severo di Napoli, patrono secondario), Ercolano e New York, inoltre patrono e protettore dei donatori di sangue e anche degli orafi.
- san Gerardo, patrono di Potenza
- san Gerardo dei Tintori, patrono di Monza (insieme a san Giovanni Battista).
- San Gervasio, patrono di Città della Pieve (insieme al fratello San Protasio).
- santa Giacinta Marescotti, patrona di Vignanello (insieme a san Biagio).
- san Giacomo della Marca, compatrono di Napoli (con più di 50 altri compatroni), e patrono di Monteprandone.
- san Giacomo il Maggiore, patrono del Guatemala, del Nicaragua e della Spagna, di Pistoia, Altopascio, Borgo San Giacomo, Caltagirone, Cicala, La Loggia, Monte San Giacomo, Ospitale in Val di Lamola, Salasco, San Giacomo degli Schiavoni e Zibido San Giacomo.
- san Giacomo il Minore, patrono di Andora (insieme a san Filippo), Selvino (insieme a san Filippo), San Giacomo Filippo (insieme a san Filippo) e Tovo San Giacomo.
- san Giorgio, patrono di innumerevoli località (vedi la voce relativa), ed inoltre degli arcieri, dei cavalieri, dei soldati, degli alabardieri, degli armaioli, dei piumaroli, degli scout.
- santa Giovanna d'Arco, patrona della Francia (insieme a santa Teresa di Lisieux).
- san Giovanni Battista, patrono di Genova, Firenze, Torino, Monza (insieme a san Gerardo dei Tintori), Ragusa (insieme a san Giorgio), Vittoria, Monterosso Almo, Apice, Barano d'Ischia, Casnigo (insieme a San Sebastiano), Clusone (assieme a San Biagio), Dossena, Mezzoldo, Mozzo, Pessinetto, Pontecorvo, Remanzacco, Sesto San Giovanni, Veglie, Villa San Giovanni, Formia (insieme a Sant'Erasmo V.M.), Barge, Torrette (Casteldelfino Cuneo); inoltre dei sarti, dei pellicciai, dei conciatori, dei cardatori di lana, degli albergatori, dei fabbricanti di coltelli, spade e forbici, dei cantori, dei trovatelli, dell'Ordine di Malta, vice patrono e coprotettore della città di Marsala (assieme alla patrona principale e speciale protettrice della città Madonna della Cava di Marsala, e San Francesco di Paola copatrono della città e patrono del porto di Marsala)
- san Giovanni da Capestrano, patrono dei cappellani militari.
- san Giovita, compatrono di Brescia insieme a San Faustino
- santa Giulia, patrona di Livorno.
- san Giuliano, patrono di Cutro (KR), Macerata.
- san Giuseppe, patrono di Altamura (insieme a Sant'Irene e Madonna dell'Assunta), Bagheria, La Spezia, Santa Maria di Licodia e Villalba (CL) e San Marzano di San Giuseppe ( insieme alla Madonna delle grazie. Inoltre patrono universale della Chiesa.
- san Giuseppe da Copertino, patrono degli studenti e degli aviatori cattolici.
- santa Giustina, patrona di Padova (insieme a San Prosdocimo).
- san Giustino, patrono di Chieti.
- san Giusto, patrono di Trieste.
- san Gratiliano, patrono di Bassano Romano e di Azione Cattolica della Diocesi di Civita Castellana.
- san Gregorio Magno, patrono della comunità pastorale di Olgiate Olona.
- San Gregorio Taumaturgo, patrono di Stalettì (CZ).
- san Guido, patrono di Acqui Terme.

## I
- sant'Ignazio di Loyola, patrono dei militari. Nelle Forze Armate italiane ogni Arma, Corpo e Specialità ha inoltre il proprio santo patrono.
- sant'Ilario, patrono di Parma.
- sant’Ippolito martire, patrono di Gioia Tauro
- santa Irene, patrono d'Altamura (insieme a San Giuseppe e Madonna dell'Assunta).
- sant'Isidoro di Siviglia, patrono di Internet e dell'Ordine di Sant'Isidoro.
- sant'Isidoro l'Agricoltore, patrono di Giarre.

## L
- san Leonardo, patrono di Trebisacce
- san Liberatore, patrono di Civitacampomarano, Magliano Sabina, Torrecuso
- san Lorenzo, patrono di Grosseto, Abano Terme, Busso, Vignole Borbera, Cabella Ligure, Formello, Lazzate, compatrono di Olgiate Olona
- san Lorenzo Maiorano, patrono di Manfredonia (insieme alla Madonna di Siponto e a san Filippo Neri).
- san Lorenzo da Brindisi, patrono di Brindisi
- san Luca, patrono di Motta d'Affermo
- santa Lucia, patrona di Siracusa
- san Luciano di Antiochia, patrono di Lusciano
- san Luigi Gonzaga, patrono di Mantova

## M
- Madonna Aparecida, patrona del Brasile
- Madonna di Belvedere, protettrice di Carovigno (BR)
- Madonna della Bruna, patrona di Matera (insieme a Sant'Eustachio)
- Madonna della Consolazione, patrona di Reggio Calabria (insieme a san Giorgio)
- Madonna di Casaluce, Patrona di Casaluce, Aversa e tutta la Diocesi di Aversa, compatrona di San Benedetto in Perillis
- Madonna del Fuoco, co-patrona di Forlì (insieme a San Mercuriale)
- Madonna della Neve, patrona di Nuoro
- Madonna delle Grazie, co-patrona di Modica, compatrona di Sassari.
- Madonna dell'Elemosina, patrona principale di Biancavilla (CT) e custode delle genti dell'Etna.
- Madonna di Filetta, patrona di Amatrice
- Madonna del Ghisallo, patrona dei ciclisti
- Madonna di Bonaria, patrona massima della Sardegna
- Madonna di Guadalupe, patrona dell'America
- Madonna di Loreto, patrona degli aviatori
- Madonna della Scala, patrona di Massafra (insieme a san Michele Arcangelo)
- Madonna della Fonte, patrona di Conversano
- Madonna di Siponto, patrona di Manfredonia (insieme a san Lorenzo Maiorano e san Filippo Neri)
- Madonna del Soccorso, patrona di San Severo (insieme a san Severino abate e san Severo di Napoli) e Sciacca
- Madonna del Carmelo, Patrona delle Anime del Purgatorio. Compatrona di Santa Maria di Licodia
- Madonna del Pilerio, Patrona della città di Cosenza
- Madonna Odigitria patrona principale della regione Sicilia (insieme a San Francesco di Paola vice patrono in perpetuo della Sicilia).
- Madonna del Ponte, Patrona di Policoro (MT) e Lanciano (CH)
- Madonna del Pozzo, Patrona di Capurso e Rocchetta Sant'Antonio, co-patrona del Regno delle Due Sicilie.
- Madonna della Visitazione, patrona di Enna
- Madonna delle Grazie, compatrona di Catenanuova, patrona di Marconia (MT), patrona di Palagianello(TA)
- Madonna di Rosa, patrona e regina del Tagliamento
- Madonna Nera del Sacro Monte di Viggiano, Patrona della Basilicata e Viggiano (PZ)
- Maria S.S. della Cava - di Marsala, Patrona principale è speciale protettrice della città di Marsala (assieme a San Giovanni Battista in qualità di vicepatrono e coprotettore ed San Francesco di Paola in qualità di copatrono della città e patrono del porto di Marsala)
- san Magno dei Trincheri, patrono di Legnano
- san Marco Evangelista, patrono di Venezia e di Pordenone
- san Marcellino, patrono di Piedimonte Matese
- santa Maria assunta, patrona di Carbonate
- san Matteo Apostolo ed Evangelista, patrono di Salerno, della Guardia di Finanza, dei banchieri e degli operatori nel settore fiscale
- Santa Maria Goretti, insieme a San Michele Arcangelo patrona di Aprilia (LT), insieme a San Marco evangelista patrona di Latina
- San Martino, patrono di Rocca di Neto (KR)
- San Massimo di Verona, patrono di San Massimo all'Adige (VR)
- san Maurizio martire, patrono delle Truppe Alpine dell'Esercito Italiano, co-patrono del Regno di Sardegna (età sabauda).
- san Mauro abate, patrono di San Mauro Castelverde e Viagrande
- san Mercuriale, patrono di Forlì (insieme alla Madonna del Fuoco)
- san Metodio, patrono d'Europa (insieme a san Benedetto da Norcia, santa Brigida di Svezia, santa Caterina da Siena, san Cirillo e santa Teresa Benedetta della Croce)
- san Michele Arcangelo, patrono di Cuneo, patrono di Aprilia (LT) (insieme a Santa Maria Goretti), Monte Sant'Angelo e San Nicola dell'Alto (KR) e Massafra (insieme alla Madonna della Scala)
- san Modestino, patrono di Avellino

## N
- San Nabore, patrono di Griante (Italia) insieme a San Felice
- San Nicandro martire, patrono di Venafro (IS) e San Nicandro Garganico (FG) (insieme a San Marciano e Santa Daria), Tremensuoli (LT).
- San Nicola, patrono di Bari, di Sassari, di Gesualdo (AV), Salve (LE) e Mesoraca e San Giuliano del Sannio (CB), di Maglie (LE)
- San Nicola Pellegrino, patrono di Trani
- San Nicolò Politi, patrono di Adrano e Alcara Li Fusi
- Nostra Signora di Corte, patrona di Sindia

## O
- sant'Olaf II re, patrono della Norvegia.
- sant'Omobono patrono di Cremona, dei mercanti e dei sarti
- sant'Oronzo, san Giusto e san Fortunato patroni della città di Lecce
- sant'Orso compatrono di Fano
- sant'Orsola patrona delle maestre
- sant'Ottone (detto anche sant'Oto) patrono di Ariano Irpino, della sua diocesi e di Castelbottaccio

## P
- San Pancrazio martire, patrono di Albano Laziale (RM), Bovisio Masciago (MB), Calvi dell'Umbria (TR), Campagnola Cremasca (CR), Campli (TE), Campoli Appennino (FR), Canicattì (AG), Carapelle Calvisio (AQ), Carobbio degli Angeli (BG), Castel Giorgio (TR), Castellarano (RE), Castelnovo ne' Monti (RE), Crespano del Grappa (TV), Elva (CN), Glorenza (BZ), Gorlago (BG), Labro (RI), Montichiari (BS), Pontevico (BS), Prata Sannita (CE), Tricarico (PZ), Ramponio Verna (CO), San Pancrazio (BZ), San Pancrazio Salentino (BR), Sestino (AR), Silvano d'Orba (AL), Valle di Maddaloni (CE)
- san Pancrazio, patrono di Taormina, e Canicattì.
- san Panfilo, patrono di Sulmona.
- san Paolo, patrono di Roma (insieme a san Pietro e san Filippo Neri) e dei Rover.Patrono di Aversa
- san Paterniano, patrono di Fano e di Cervia
- san Patrizio, patrono d'Irlanda.
- san Petronio, patrono di Bologna.
- san Piatone, patrono di Tournai e Seclin.
- san Pietro, patrono di Roma (insieme a san Paolo e san Filippo Neri), di Ittiri, co-patrono di Modica (insieme a san Giorgio), co-patrono di Galatina (LE) (insieme a San Paolo e Maria SS. della Luce), con San Paolo patrono di Argentera.
- san Placido martire, patrono di Messina, Compatrono di Biancavilla (CT), Castel di Lucio (ME), Poggio Imperiale (FO); protettore dei novizi benedettini.
- San Prosdocimo, patrono di Padova (insieme a Santa Giustina).
- san Prospero da Centuripe, patrono di Centuripe (EN).
- San Prospero martire, patrono di Catenanuova (EN) e di Faeto (FG)

## Q
- san Quintino, patrono di Alliste.

## R
- san Ranieri, patrono di Pisa.
- san Regolo, patrono di Lucca.
- san Riccardo, patrono di Andria.
- san Roberto Bellarmino, patrono dei catechisti.
- san Rocco, patrono di Noci (BA), Dolo (Italia), Scilla, San Sostene, (insieme a san Sostene), Palagiano (TA), Montorio al Vomano (TE), compatrono di San Giorgio a Liri (FR) Stalettì (CZ) Pontelandolfo (BN) e Pisticci (MT).
- san Romolo, patrono di Sanremo.
- santa Rosalia, patrona di Palermo.
- san Ruggero, patrono di Barletta.

## S
- san Sabino, patrono di Canosa di Puglia, di Torremaggiore e di Bari.
- san Savino, patrono di Ivrea
- san Saturnino, patrono di Cagliari.
- san Sebastiano, patrono di Racale, di Gaggi, di Ussana, di Elmas, compatrono di Acireale e di Tremensuoli
- san Severino abate, patrono dell'Austria, della Baviera e di San Severo (insieme alla Beata Vergine Maria del Soccorso e a san Severo di Napoli).
- san Severo di Napoli, patrono di San Severo (insieme alla Beata Vergine Maria del Soccorso e a san Severino abate) e patrono secondario di Napoli (patrono principale san Gennaro).
- San Silvestro, patrono dei muratorie dei tagliapietre. La sua memoria viene celebrata l'ultimo giorno di ogni anno.
- san Simmaco, patrono di Santa Maria Capua Vetere
- san Siro, patrono di Pavia
- san Sisto I Papa, patrono di Alife e di Alatri.
- san Sisto II Papa, patrono di Morbello e di Colle d'Anchise.
- santo Stefano protomartire, patrono di Prato, Biella, Aci Bonaccorsi, Appiano Gentile, Canzo, Caorle, Castellazzo Bormida, Civita d'Antino, Concordia Sagittaria, Cugnoli, Melito di Napoli, Milazzo, Olgiate Olona, Piobbico, Piovene Rocchette, Putignano, Qualiano, Rosate, Robbio, Ruda, Santo Stefano in Aspromonte, Sessa Cilento, Taino, Tradate, Vedano al Lambro, Viggiù, Villa di Serio, Vimercate, Vitulazio.
- santo Stefano I Re, patrono dell'Ungheria.
- santo Stefano Minicillo, patrono di Caiazzo.
- santo Stefano del Lupo, patrono di Carovilli

## T
- san Tarcisio, patrono dei chierichetti
- santa Tecla, patrona di Este
- santa Teresa di Lisieux, patrona delle missioni e della Francia (insieme a santa Giovanna d'Arco).
- santa Teresa Benedetta della Croce (Edith Stein), patrona d'Europa (insieme a san Benedetto da Norcia, santa Brigida di Svezia, santa Caterina da Siena, san Cirillo e san Metodio).
- san Teobaldo Roggeri, patrono dei ciabattini, facchini e dei magazzinieri.
- san Teodoro d'Amasea, patrono della città di Brindisi
- san Tommaso Moro, patrono dei politici e degli statisti.

## V
- san Valentino, patrono di Terni e degli innamorati.
- santa Venera (nota anche con i nomi di Veneranda e Parasceve), patrona di Acireale, Santa Venerina, Grotte, Avola.
- san Venerio, patrono del golfo della Spezia e dei fanalisti d'Italia.
- santa Verena, patrona dei mugnai, (insieme a san Leodegario).
- santa Veronica, patrona dei reporter, dei fotografi, degli informatici e dei guardarobieri.
- san Vigilio, patrono di Trento.
- san Vincenzo di Saragozza, patrono di Adrano.
- san Virginio, patrono di Cherasco.
- san Vitaliano, patrono di Catanzaro, Sparanise, San Vitaliano
- san Vito, patrono di Bagnolo San Vito, Mazara del Vallo, San Vito Lo Capo, Lentate sul Seveso, Cermenate, Lipomo, Recanati, Eboli, Barzanò, Polignano a Mare.
- santa Vittoria, patrona di Carsoli, Cretone, Monteleone Sabino e Spongano.
- san Vivenzio, patrono di Blera (Viterbo).
- Volto Santo di Lucca (anche Santa Croce di Lucca) patrono di Lucca e lucchesi.

## Z
- san Zenone martire, Compatrono di Biancavilla (CT)
- santa Zita Vergine, (Lucca), patrona della città di Lucca, patrona universale delle domestiche, fiori, governanti, casalinghe, guardarobiere, fornai.